# Comissão da Verdade e da Reconciliação (Burundi)
A Comissão da Verdade e da Reconciliação do Burundi (em francês:  Commission vérité et réconciliation, CVR) é uma comissão da verdade e reconciliação estabelecida no Burundi para investigar crimes durante conflitos étnicos que começaram após o país se tornar independente em 1962. A Comissão da Verdade e da Reconciliação surgiu do Acordo de Arusha de 2000. Estabelecida pelo partido governante Conselho Nacional para a Defesa da Democracia – Forças para a Defesa da Democracia (CNDD-FDD) em 2014, a comissão pretendia funcionar por um período inicial de quatro anos; no entanto, seus termos de referência foram prorrogados por mais quatro anos em 2018.
Pierre Claver Ndayicariye é presidente da Comissão  e Clotilde Niragira foi Secretária-Geral. Ela nomeou um conselho consultivo internacional em março de 2016, o que permitiu o início do trabalho da comissão. A nomeação de Niragira para a comissão terminou em dezembro de 2018.
Os massacres ocorreram em 1965, 1969, 1972, 1988 e 1993. A comissão implementou um programa para identificar e exumar valas comuns, identificar vítimas e perpetradores sempre que possível e sepultar novamente os corpos com funerais apropriados. A primeira vala comum foi escavada em junho de 2017; estima-se que existam mais 2.500 no país. Niragira prometeu implementar um sistema de compensação para as vítimas e suas famílias. Um relatório apresentado ao parlamento no início de 2020 revelou que mais de 4.000 valas comuns foram descobertas e 142.505 vítimas identificadas.
A opinião pública estava dividida na sua criação, e a Comissão tem sido criticada desde então por não ser imparcial, mas Ndayicariye diz que as críticas são politicamente motivadas.
Em agosto de 2024, o parlamento votou para substituir os comissários da CVR. Entre os 13 novos comissários está o ex-ministro Laurent Kavakure; a ex-embaixadora do Burundi na Índia, Stella Budiriganya e a ex-embaixadora do Burundi no Egito, Selemani Mossi. Pierre Claver Ndayicariye foi reeleito como presidente da CVR.